# Station Boskoop
Station Boskoop is een spoorweghalte aan de spoorlijn Gouda - Alphen aan den Rijn in Boskoop. Het station met het bijbehorende stationsgebouw is ontworpen door de Nederlandse architect H.G.J. Schelling. Sinds 2016 is in het stationsgebouw een restaurant gevestigd.

## Geschiedenis
Station Boskoop is geopend op 7 oktober 1934. Het station was ten tijde van de opening van economisch belang voor de Boskoopse kwekers, want zij wilden hun producten snel per spoor naar bestemmingen in heel Europa kunnen vervoeren.
Vanaf de jaren 1990 tot 2012 bestonden er vergevorderde plannen om de spoorlijn langs Boskoop om te bouwen tot de RijnGouwelijn, een lightrailverbinding van Gouda via Leiden naar de Noordzeekust (Katwijk / Noordwijk). Dit project vereiste aanpassingen aan de stations, ook in Boskoop. Na een proefperiode werd in 2012 besloten om de plannen voor een RijnGouwelijn te schrappen.
Ter vervanging van de sprinters van NS Reizigers zijn over deze spoorlijn, na aanbesteding, lichtgewichttreinen gaan rijden als onderdeel van het HOV-net Zuid-Holland Noord. Bovendien is in Boskoop een tweede station gebouwd, dat Boskoop Snijdelwijk heet. De doorgaande spitsuurverbinding met Leiden is dan ook per december 2016 verbroken.
In de zomer van 2019 werd station Boskoop opnieuw ingericht. ProRail heeft de hoogte van de perrons aangepast aan het gebruikte type treinstel NS R-net FLIRT waardoor een gelijkvloerse instap mogelijk werd. Ook is de hellingbaan minder steil gemaakt. Hierdoor is de trein voor iedereen toegankelijk, ook voor mensen met een functiebeperking. Daarnaast heeft het station nieuwe verlichting, nieuwe bestrating en nieuwe wachthokjes gekregen en is de huisstijl van R-net ingevoerd. De herinrichting werd in oktober 2019 afgerond.

## Locatie
De ingang van Station Boskoop ligt aan de Parklaan in Boskoop. Het station heeft een fietsenstalling en er is parkeergelegenheid in de nabije omgeving. Tegenover het station bevindt zich het Rosarium Boskoop en de evenementenlocatie Flora Boskoop.

## Treinen
Het station wordt in de dienstregeling 2025 door de volgende treinseries bediend:
| Serie | Treinsoort    | Route                             | Bijzonderheden |
| ----- | ------------- | --------------------------------- | --- |
| 8600  | Sprinter (NS) | Alphen a/d Rijn – Boskoop – Gouda | Rijdt onder de formule van R-net. Vormt een kwartierdienst met de serie 8700 (Behalve 's avonds en in het weekend).   |
| 8700  | Sprinter (NS) | Alphen a/d Rijn – Boskoop – Gouda | Rijdt onder de formule van R-net. Rijdt niet 's avonds en in het weekend. Vormt een kwartierdienst met de serie 8600. |

## Fotogalerij

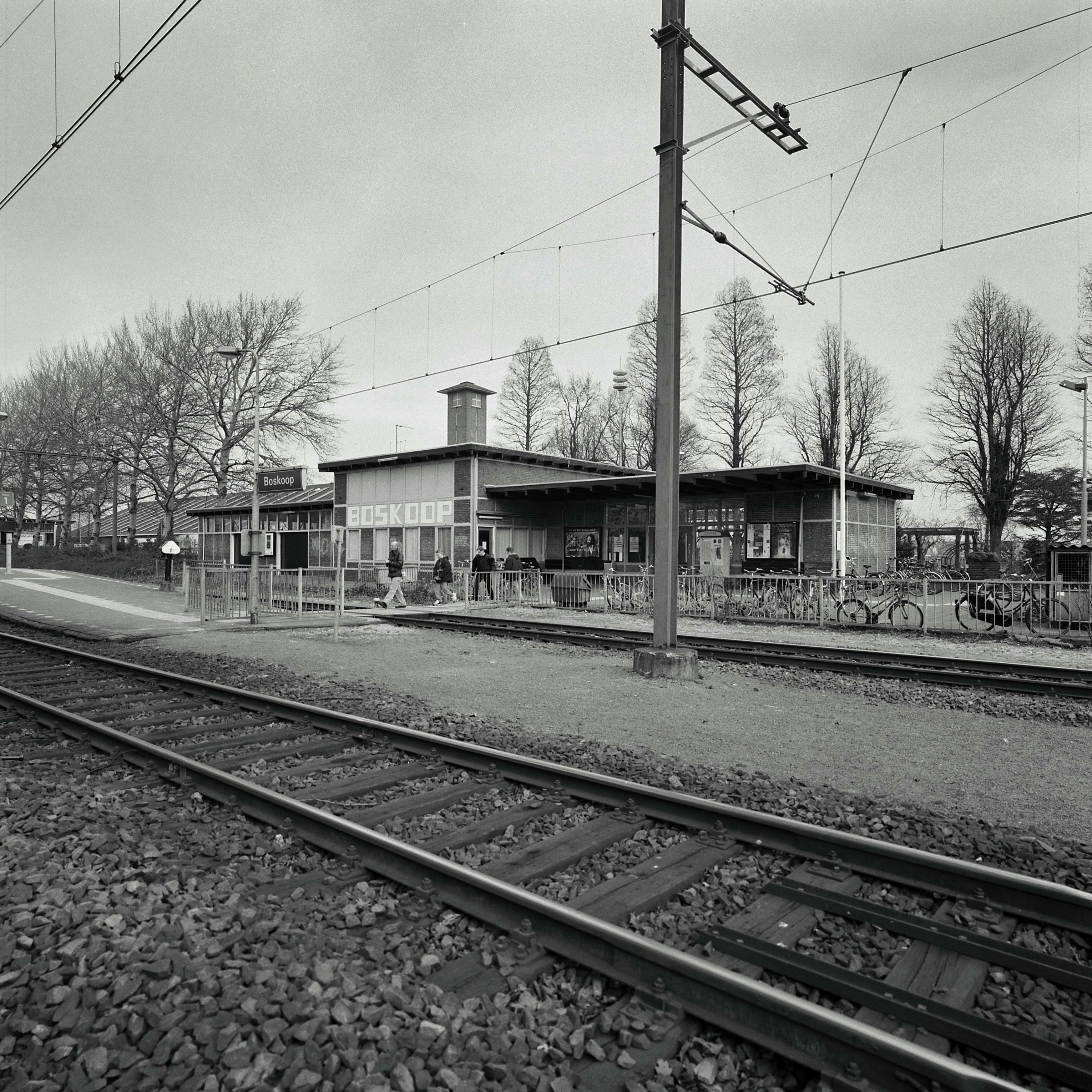
Station in 1998
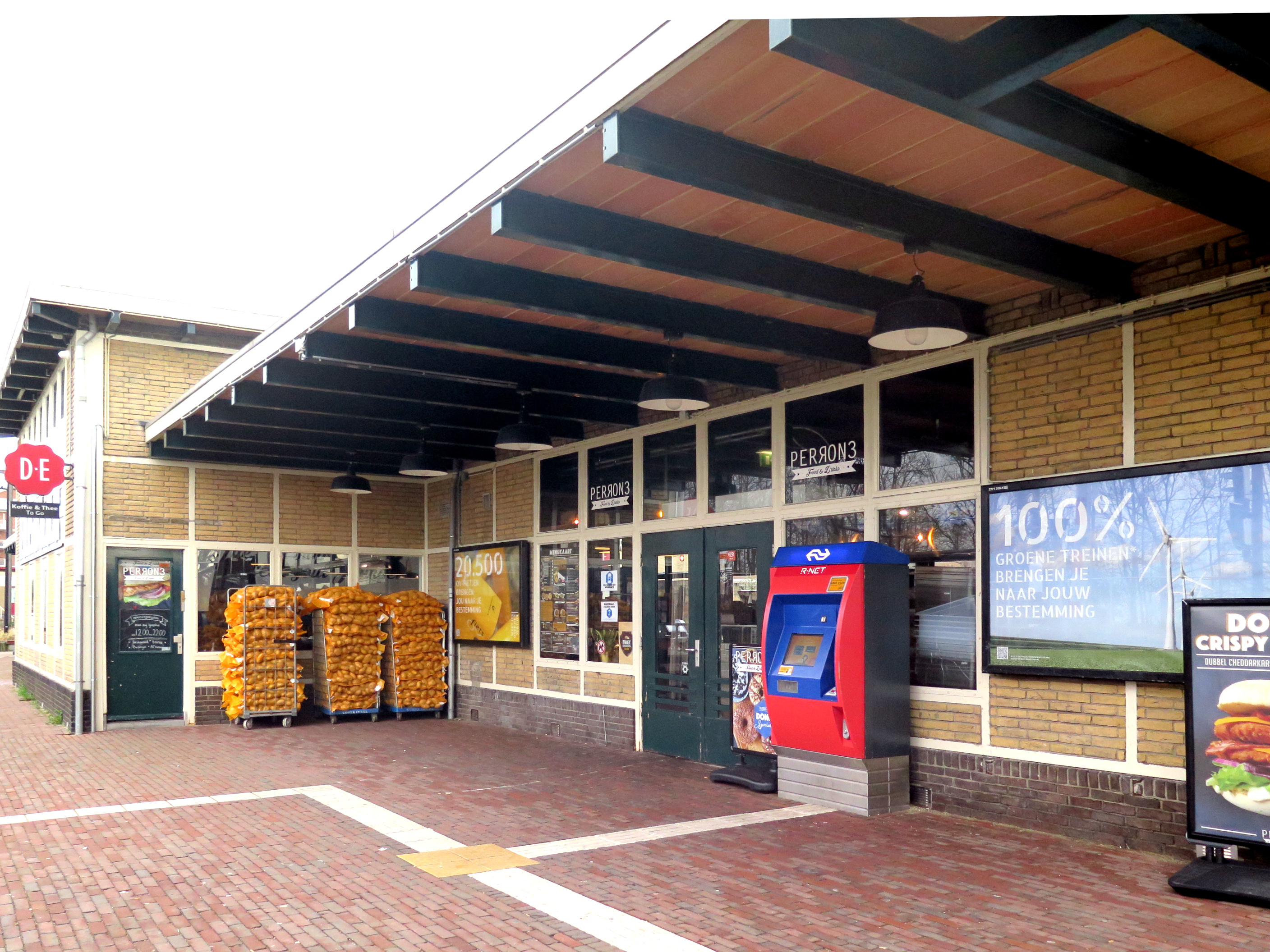
Kaartautomaat
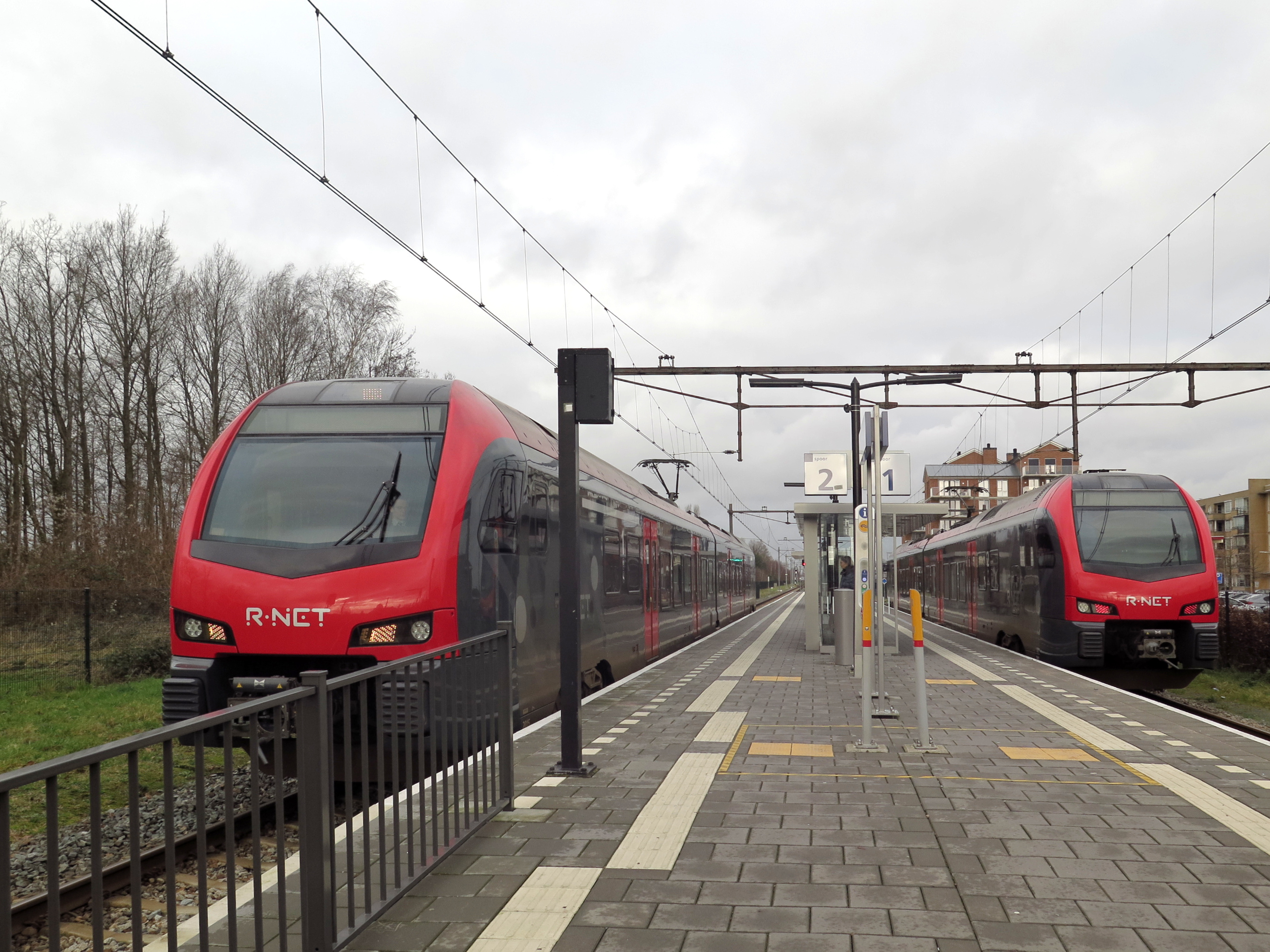
NS R-net FLIRT
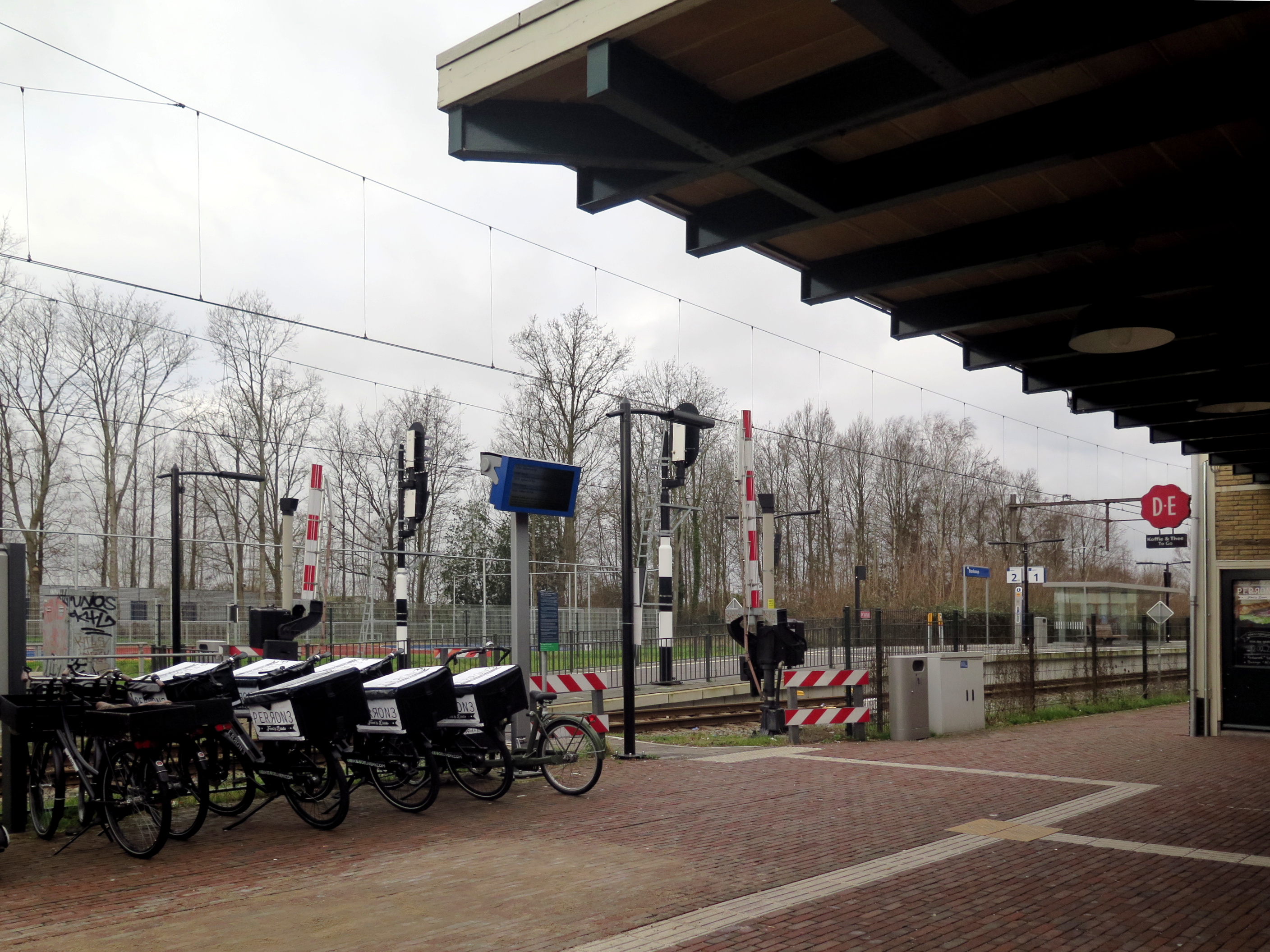
Overweg toegang naar perron
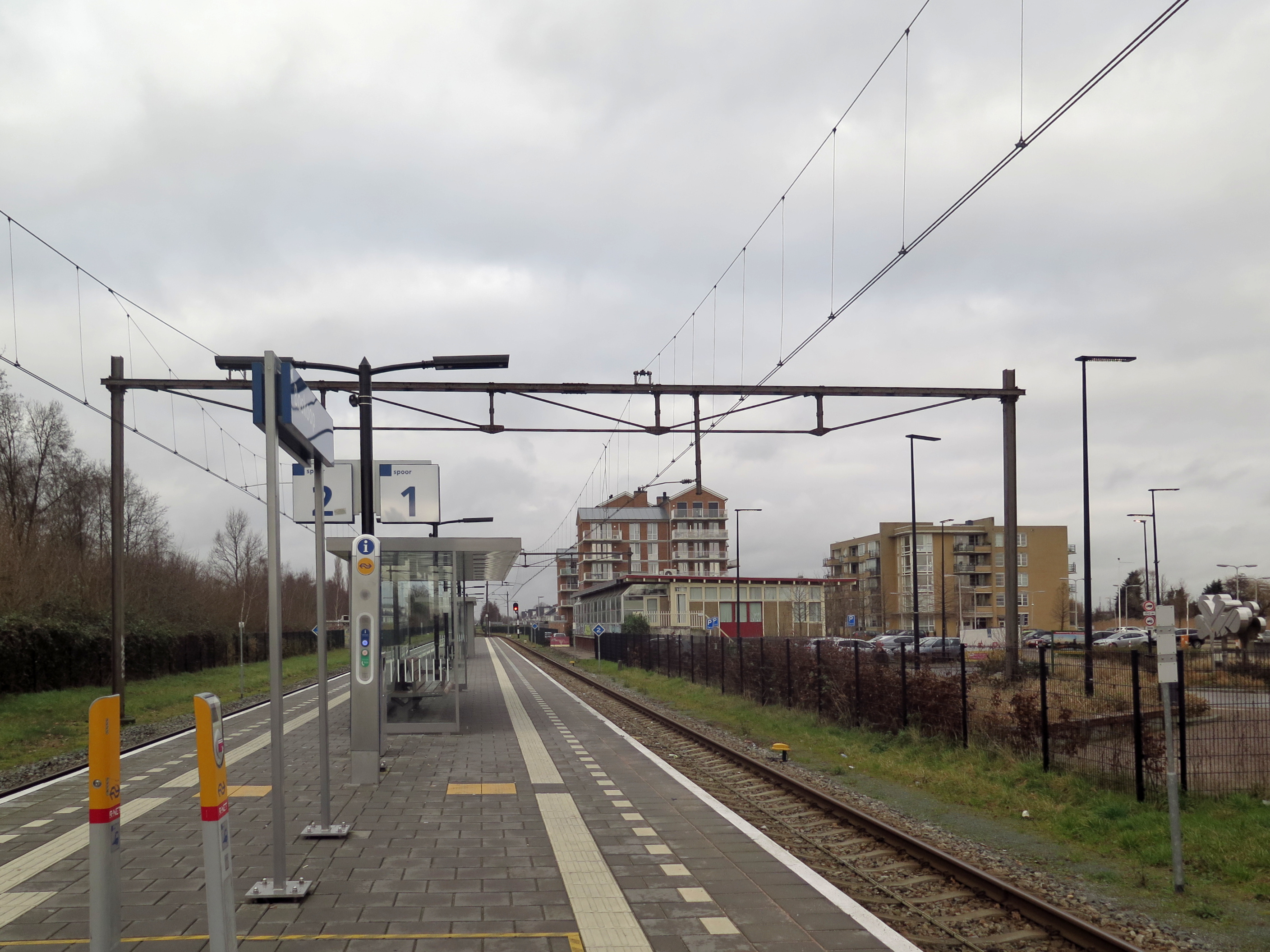
Perron met abri
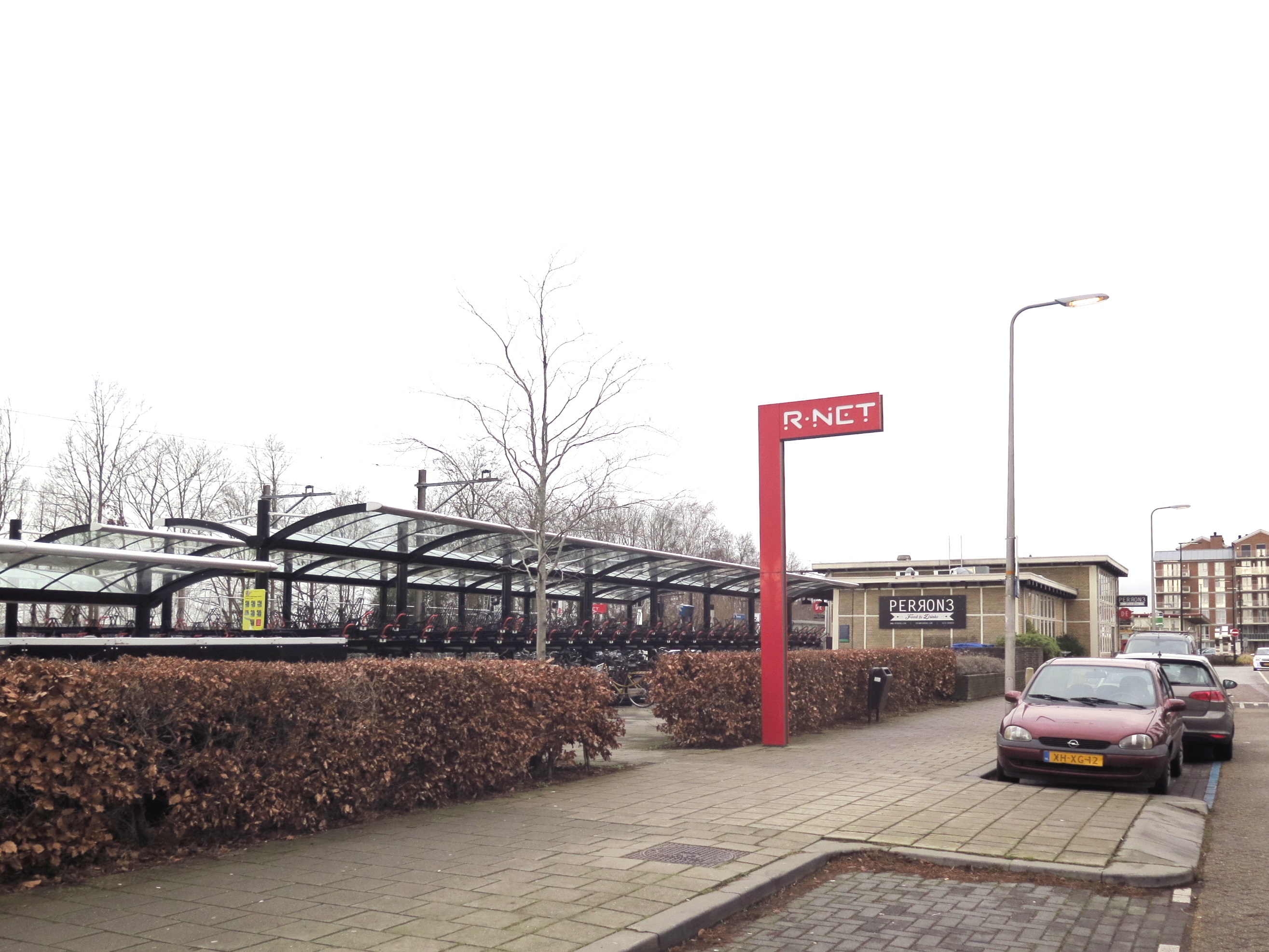
Ingang Station Boskoop
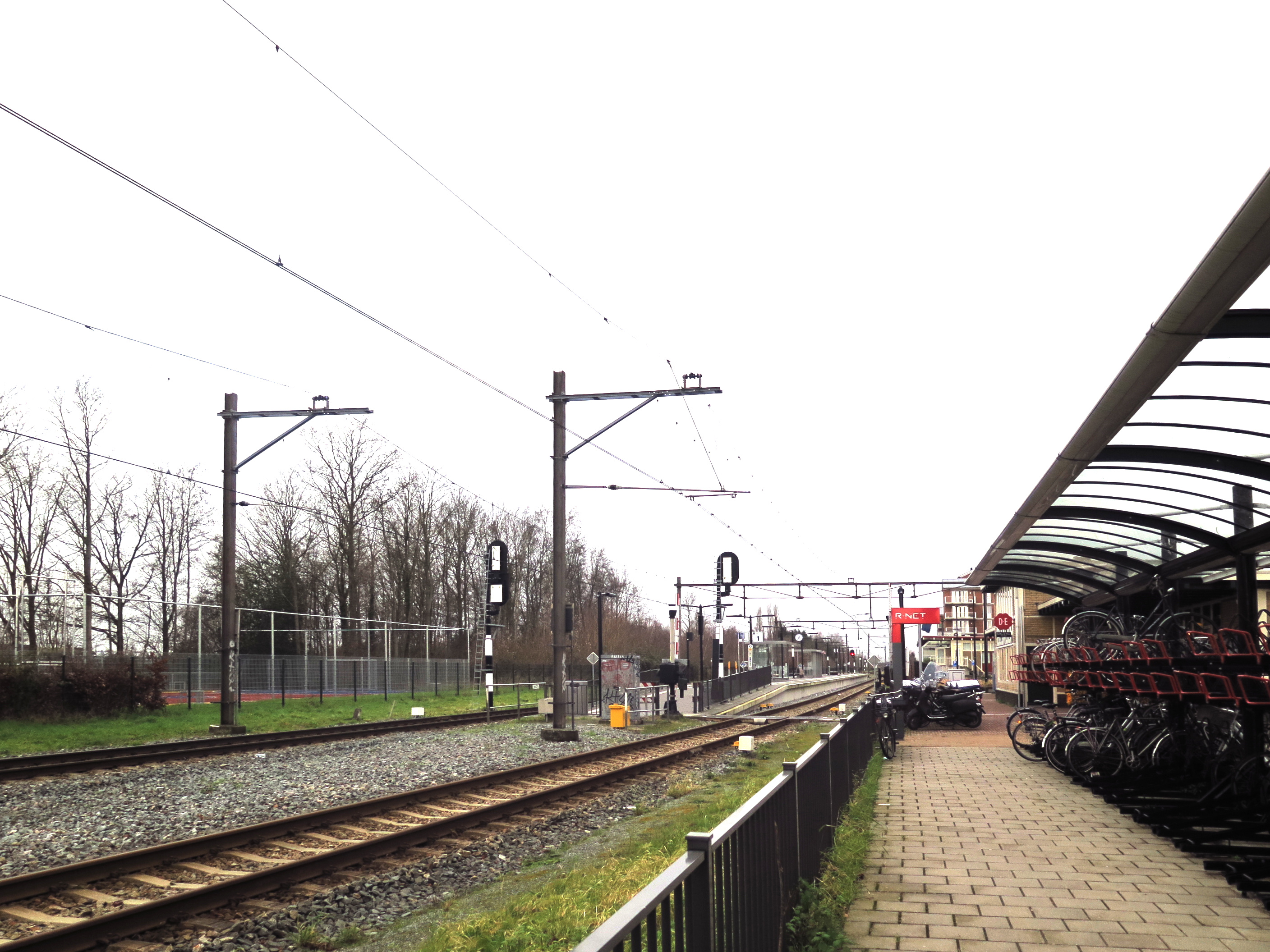
Zuidkant station

## Ontwikkeling aantal reizigers
Het aantal door NS vervoerde reizigers (per gemiddelde werkdag) ontwikkelde zich sedert 2019 als volgt:
| Jaar | Aantal reizigers |
| ---- | ---------------- |
| 2019 | 1.432            |
| 2020 | 699              |
| 2021 | 777              |
| 2022 | 1.074            |
| 2023 | 1.197            |
| 2024 | 1.210            |

0,0: Gouda ·
6,4: Waddinxveen Triangel ·
8,0: Waddinxveen ·
9,2: Waddinxveen Noord ·
10,6: Boskoop Snijdelwijk ·
11,6: Boskoop ·
17,5: Alphen a/d Rijn
Alphen a/d Rijn ·
Arkel · 
Barendrecht · 
Bodegraven · 
Boskoop · 
-Snijdelwijk · 
Boven Hardinxveld · 
Capelle Schollevaar · 
De Vink · 
Delft · 
-Campus · 
Den Haag:
-Centraal · 
-HS ·
-Laan van NOI · 
-Mariahoeve · 
-Moerwijk · 
-Ypenburg · 
Dordrecht · 
-Stadspolders ·
-Zuid ·
Gorinchem · 
Gouda · 
-Goverwelle · 
Hardinxveld:
-Blauwe Zoom · 
-Giessendam · 
Hillegom · 
Lansingerland-Zoetermeer · 
Leiden:
-Centraal · 
-Lammenschans · 
Nieuwerkerk a/d IJssel · 
Rijswijk · 
Rotterdam:
-Alexander · 
-Blaak · 
-Centraal · 
-Lombardijen · 
-Noord · 
-Stadion · 
-Zuid · 
Sassenheim · 
Schiedam Centrum · 
Sliedrecht · 
-Baanhoek · 
Voorburg · 
Voorhout · 
Voorschoten ·
Waddinxveen · 
-Noord ·
-Triangel ·
Zoetermeer · 
-Oost · 
Zwijndrecht
Geplande stations:
Gorinchem Noord · Hazerswoude-Koudekerk · Schiedam Kethel
Voormalige stations: zie de lijst van voormalige spoorwegstations in Zuid-Holland